# 阿尔·布赖特曼
霍勒斯·艾伯特·布赖特曼（英語：Horace Albert Brightman，1923年9月22日—1992年6月10日），美国NBA联盟前职业篮球运动员。曾在西雅图大学执教。死于肝癌。